# Хуа Хин
Хуа Хин је приморско одмаралиште на Тајланду, на северном делу Малајско полуострво, отприлике 200 км јужно од Банкока. Регија има 85,099 становника и простире се на 101 km², и један је од осам округа провинције Прачујап Кири Кан. Хуа Хин је блиско повезан са тајландском краљевском породицом. Само на 25 км удаљености од Хуа Хина, у провинцији Прачујап Кири Кан налазе се бројне туристичке атракције, између осталог Национални Парк и историјски градови.
Године 1834, пре него што је дато име Хуа Хин, неке пољопривредне области у провинцији Phetchaburi биле су озбилно погођене сушом. Група фармера померајући се на југ основала је мало село на плажи са белим песком и редом стена дуж ње. По уређенју дали му име Samore Riang, што значи редови стена. Године 1921. директор државне железнице, Princ Purachatra, саградио је железнички хотел близу плаже. Краљ Прајадхипок (Рама VII) толико је волео то место да је саградио летњу палату. Ту палату је назвао Wang Klai Kang Won. До 2006. године то је било стално пребивалиште тајландског краља.